# Павлючик, Владимир Васильевич
Владимир Васильевич Павлючик (7 ноября 1959 — 13 июля 2020, Брест) — советский и белорусский футболист, вратарь.
Начинал играть в чемпионате Белорусской ССР за «Пединститут» Брест в 1977—1978 годах. В 1979—1980 годах в составе «Динамо» Брест во второй лиге СССР провёл одну игру. В 1983 году играл в чемпионате БССР за «Обувщик» Лида. В 1984—1991 годах за «Динамо» Брест во второй лиге сыграл 131 матч. В сезонах 1991/92 — 1992/93 выступал за польский клуб «Стомиль» Ольштын. Вернувшись в Белоруссию, играл за «Брестбытхим» (1992/93 — 1995), в 1996 году провёл один матч в высшей лиге за «Динамо» Брест и один матч — за «Динамо-2».
Работал преподавателем в университете.
Скончался в июле 2020 года в возрасте 60 лет от коронавирусной инфекции.